# 异翅独尾草
异翅独尾草（学名：Eremurus anisopterus）为独尾草科独尾草属的植物。分布于伊朗、中亚地区以及中国大陆的新疆等地，一般生于半固定沙丘，目前尚未由人工引种栽培。